# Estádio G.E.B.A.

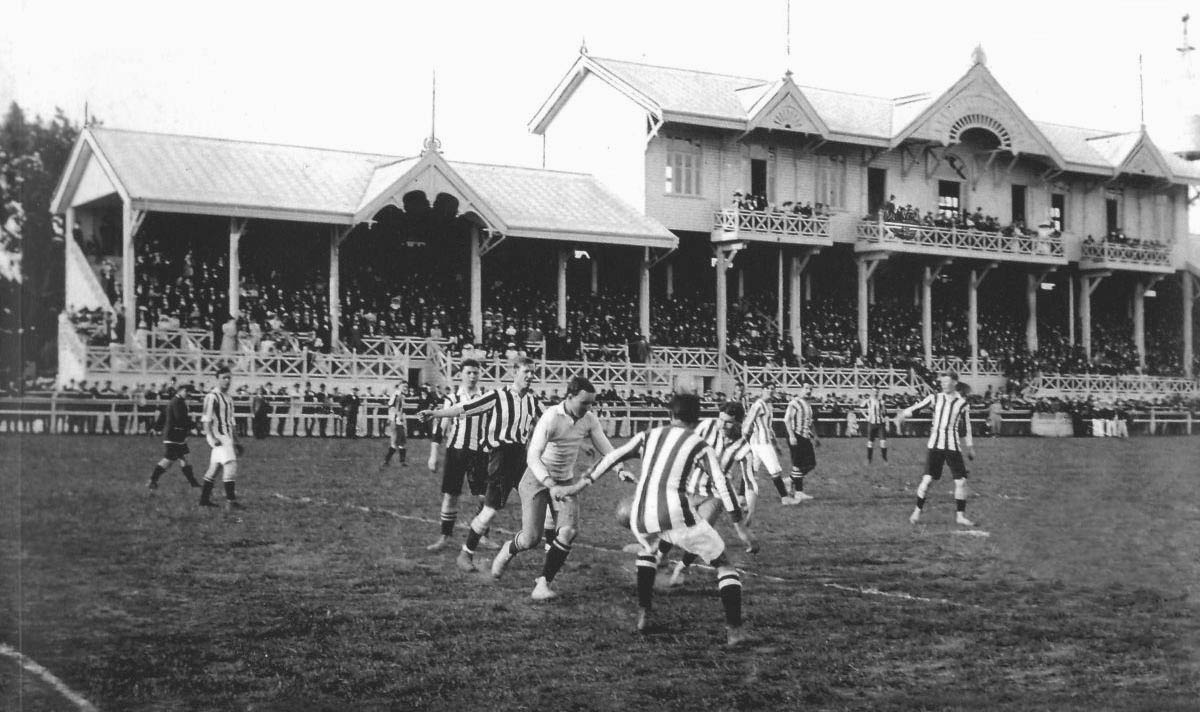
Alumni (com calções brancos) no jogo com o Porteño no Estádio Gimnasia y Esgrima, em 1911.

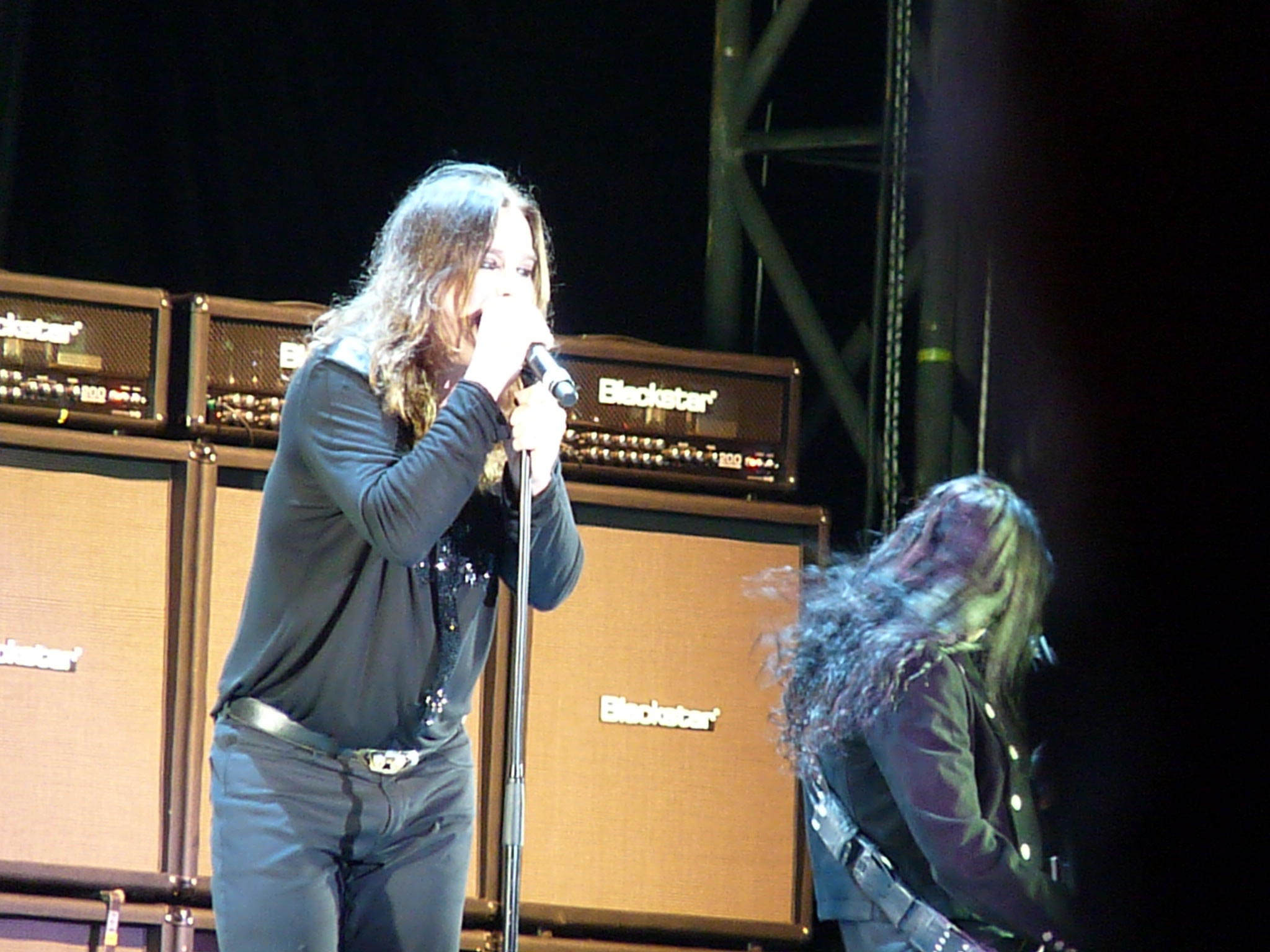
Ozzy Osbourne.

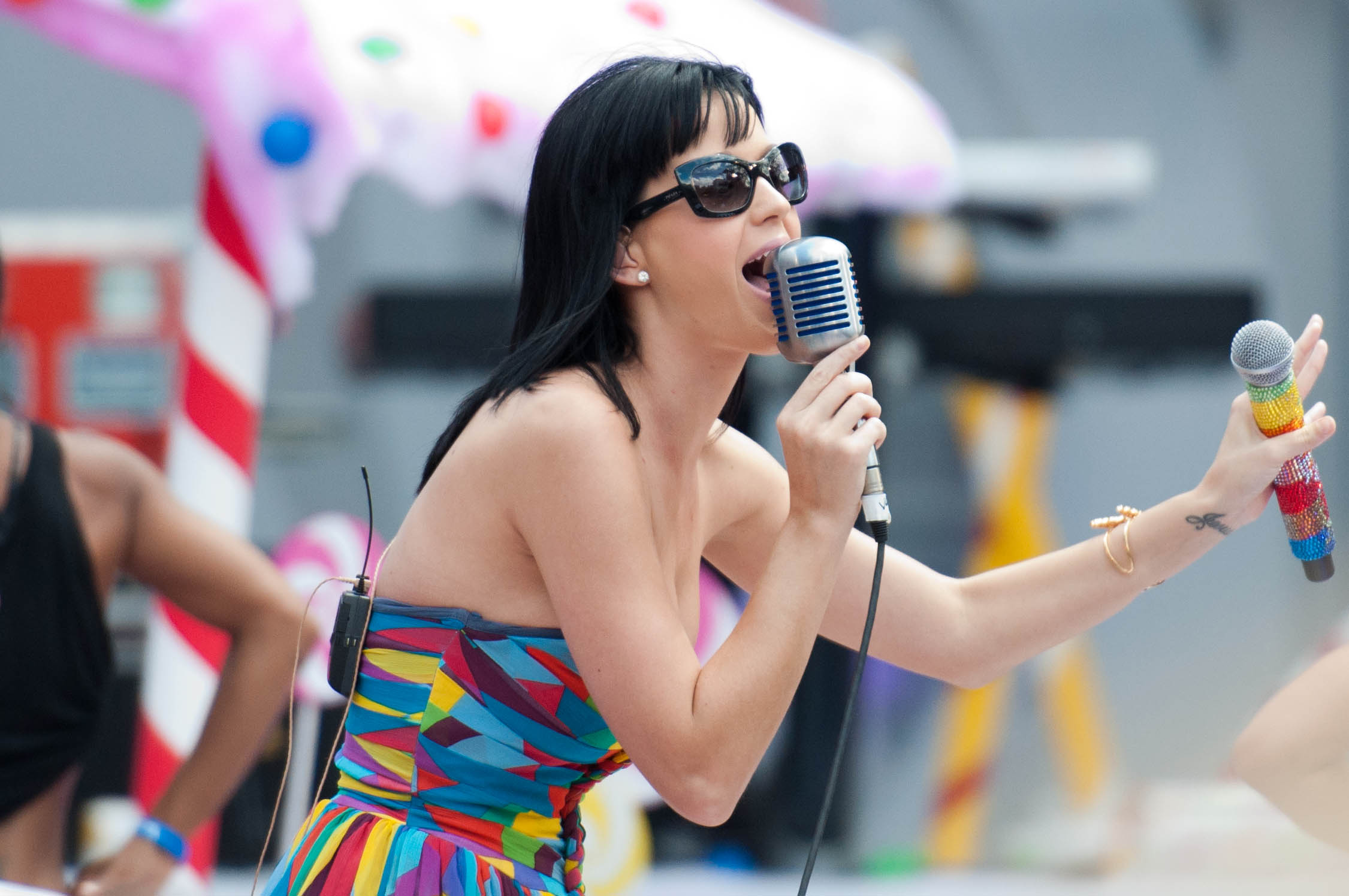
Katy Perry.

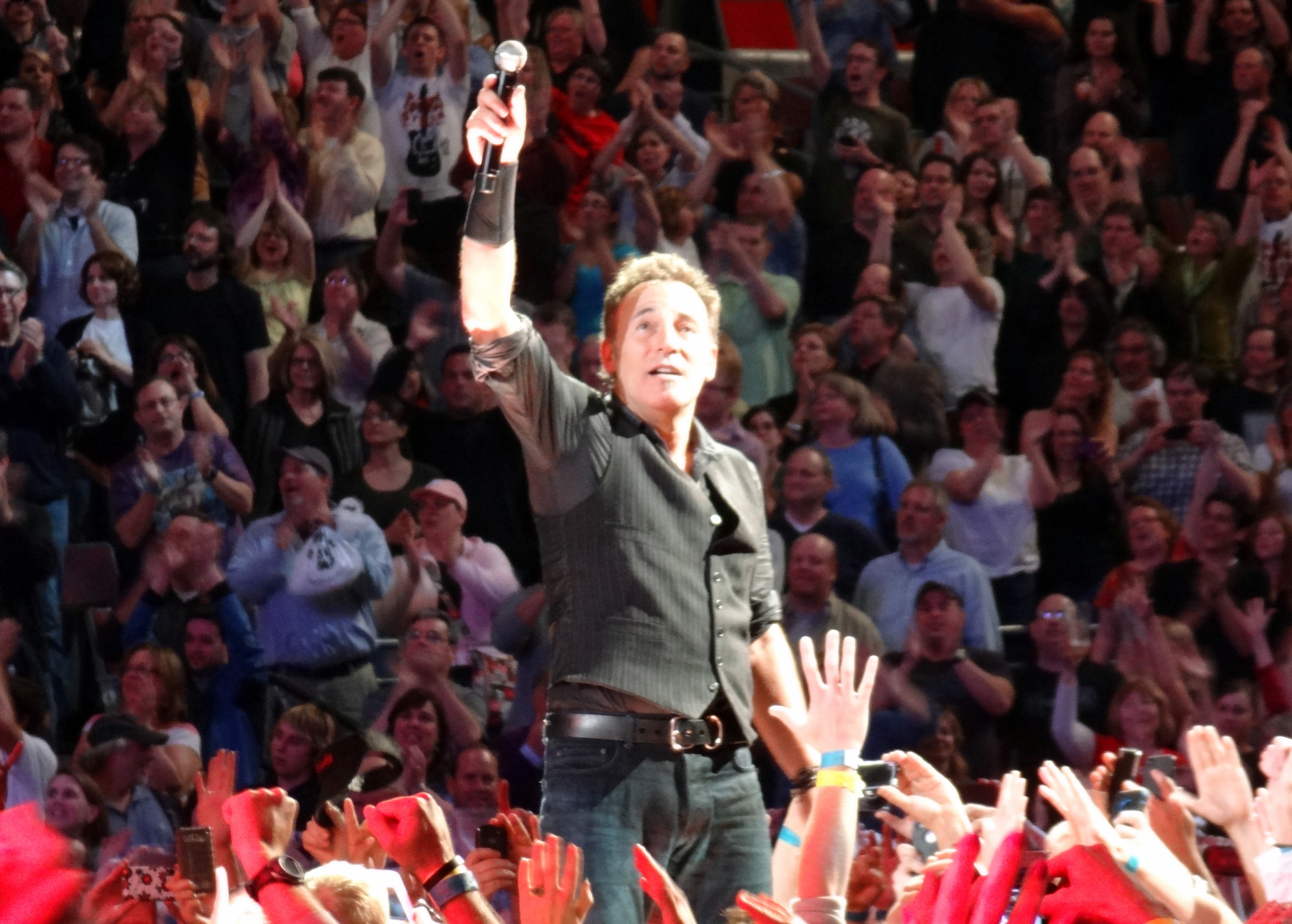
Bruce Springsteen.

O Estádio Gimnasia y Esgrima de Buenos Aires (mais conhecido pelo acrónimo "Estádio G.E.B.A.") é um estádio multi-usos no distrito de Palermo da cidade de Buenos Aires, na Argentina. Foi casa das equipas de futebol e de rugby do clube e recebeu jogos da primeira edição da Copa América 1916, primeira edição da prova. A lendária equipa Alumni jogou aqui o seu último jogo oficial, contra o  Porteño, em 1911), sendo dissolvida no mesmo ano.
O estádio está localizado na "Sede Jorge Newbery", uma das três infraestruturas do clube. A sua actual capacidade é para 18.000 espectadores.
No rugby, foi casa frequente da selecção argentina durante a década de 1960, embora só tenha acolhido três jogos depois desse período: os Pumas começaram a usar estádios maiores e, até agora, o último duelo que disputaram no Estádio G.E.B.A. foi em 1993.
Actualmente, é sobretudo usado para concertos musicais, mas em 2018 receberá o rugby sevens dos Jogos Olímpicos da Juventude.

## Concertos musicais
O clube costuma arrendar duas das suas instalações para concertos e eventos, sendo a de Jorge Newbery a mais usada para esses fins. Diversos artistas internacionais tocaram no Estádio G.E.B.A. Eis uma lista de alguns dos mais notáveis:
| País           | Artista                            | Ano        |
| -------------- | ---------------------------------- | ---------- |
| Estados Unidos | Miley Cyrus                        | 2014       |
| Inglaterra     | Muse                               | 2013       |
| Austrália      | Kylie Minogue                      | 2008       |
| Inglaterra     | Duran Duran                        | 2008       |
| Cuba           | Gloria Estefan                     | 2009       |
| México         | Luis Miguel                        | 2012       |
| Itália         | Laura Pausini                      | 2009, 2016 |
| Estados Unidos | The Killers                        | 2009, 2013 |
| Estados Unidos | Jennifer Lopez                     | 2012       |
| Estados Unidos | Marc Anthony                       | 2011       |
| Estados Unidos | Linkin Park                        | 2012       |
| Estados Unidos | Katy Perry                         | 2011       |
| Inglaterra     | Ozzy Osbourne                      | 2011       |
| Estados Unidos | Selena Gomez                       | 2012       |
| Inglaterra     | Jamiroquai                         | 2011       |
| Estados Unidos | The Black Eyed Peas                | 2010       |
| Estados Unidos | Big Time Rush                      | 2012       |
| Inglaterra     | The Wanted                         | 2012       |
| Inglaterra     | Peter Gabriel                      | 2011       |
| Brasil         | Sepultura                          | 2011       |
| Inglaterra     | Snow Patrol                        | 2011       |
| Escócia        | Primal Scream                      | 2011       |
| Estados Unidos | System of a Down                   | 2011, 2015 |
| Estados Unidos | Nick Jonas & The Administration    | 2011       |
| Estados Unidos | The Strokes                        | 2011       |
| Inglaterra     | Beady Eye                          | 2011       |
| Austrália      | INXS                               | 2011       |
| Estados Unidos | Sonic Youth                        | 2011       |
| Estados Unidos | Lenny Kravitz                      | 2011       |
| Inglaterra     | Noel Gallagher's High Flying Birds | 2012       |
| Escócia        | Rod Stewart                        | 2014       |
| Estados Unidos | Alicia Keys                        | 2013       |
| Estados Unidos | Bruce Springsteen                  | 2013       |
| Espanha        | David Bisbal                       | 2010       |
| Espanha        | Alejandro Sanz                     | 2013       |